# Kosmos 42
Kosmos 42 – radziecki satelita telekomunikacyjny wysłany wraz z bliźniaczym satelitą Kosmos 43; czwarty statek typu Strzała.